# Erpeldange-sur-Sûre
Pour les articles homonymes, voir Erpeldange (homonymie).

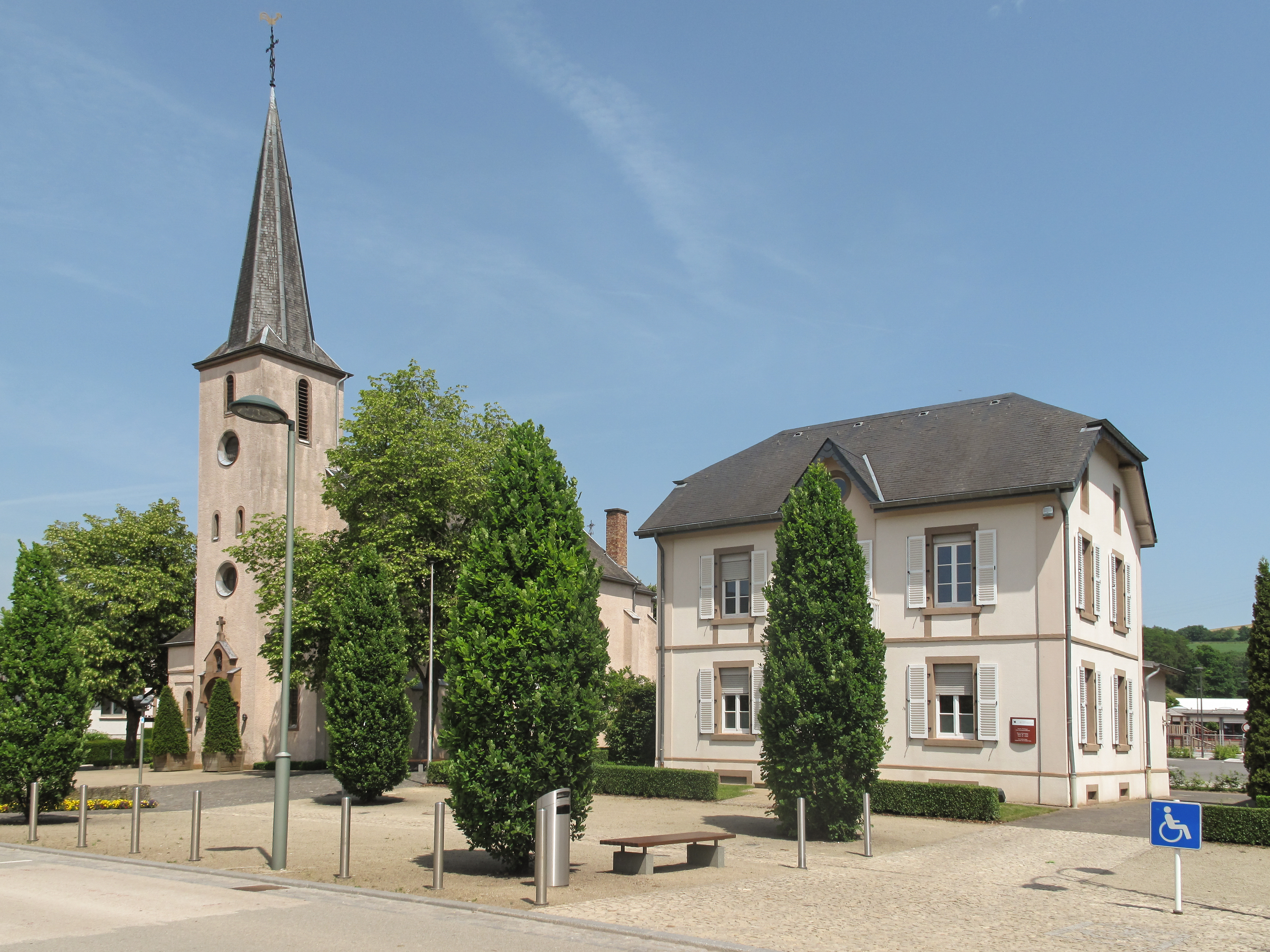
Erpeldange, l'église de la Conversion-de-Saint-Paul dans la rue

Erpeldange-sur-Sûre (en luxembourgeois : Ierpeldeng op der Sauer  et en allemand : Erpeldingen an der Sauer), anciennement Erpeldange, est une commune située dans le canton de Diekirch.

## Géographie

### Sections de la commune
- Burden
- Erpeldange (chef-lieu)
- Ingeldorf

### Communes limitrophes
|            | Bourscheid          |                             |
| Ettelbruck | Erpeldange-sur-Sûre | Diekirch                    |
|            | Schieren            | Bettendorf Vallée de l'Ernz |

### Voies de communication et transports
Le Plan National de Mobilité 2035 du Ministère de la Mobilité et des Travaux Publics, établi en 2022, prévoit l'ouverture d'une gare ferroviaire desservant Erpeldange-sur-Sûre, qui serait établie sur la ligne 1a des CFL.

## Histoire
La commune est née le 1er juillet 1850, tout comme la commune de Schieren, du détachement de sections de la commune d'Ettelbruck, à savoir Erpeldange et Ingeldorf.
En 2014, la commune d'Erpeldange voit son nom changer en Erpeldange-sur-Sûre. La commune fait partie de la Nordstad.

## Politique et administration

### Liste des bourgmestres
| Identité                        | Période          | Période                                     | Durée                      | Étiquette |
| Identité                        | Début            | Fin                                         | Durée                      | Étiquette |
| ------------------------------- | ---------------- | ------------------------------------------- | -------------------------- | --------- |
| Sébastien Conzémius (d)         | 1850             | 1873                                        | 23 ans                     |           |
| Laurent Thilges (d)             | 1873             | 1882                                        | 9 ans                      |           |
| Martin Conrad (d)               | 1882             | 1915                                        | 33 ans                     |           |
| Nicolas Lux (d)                 | 1915             | 1921                                        | 6 ans                      |           |
| Henri Sinner (d)                | 1921             | août 1921                                   | moins d’un an              |           |
| Jean-Pierre Leider (d)          | 1921             | 1938                                        | 17 ans                     |           |
| Nicolas Aloyse Birckel (d)      | 1938             | 1963                                        | 25 ans                     |           |
| Louis Leider (d)                | 1964             | 1974                                        | 10 ans                     |           |
| Nicolas Angelsberg (d)          | 1974             | 1981                                        | 7 ans                      |           |
| Ernest Rassel (d) (1932 - 2023) | 1982             | 2005                                        | 23 ans                     |           |
| François Dahm (d)               | 2005             | 20 novembre 2011                            | 6 ans                      |           |
| André Bauler, (né en 1964)      | 21 novembre 2011 | 3 décembre 2013 (entrée au gouvernement (d) | 2 ans et 12 jours          | DP        |
| Claude Gleis (d),               | 17 janvier 2014  | En cours                                    | 11 ans, 5 mois et 17 jours |           |

## Population et société

### Démographie
L'évolution du nombre d'habitants est connue à travers les recensements de la population effectués dans le pays depuis 1821. Les recensements décennaux de la population permettent de caler les chiffres sur la composition de la population par sexe, âge, nationalité et commune de résidence. Entre deux recensements, la population au 1er janvier de l’année {\displaystyle x} est évaluée en ajoutant à la population au 1er janvier de l’année {\displaystyle x-1} les soldes naturel (naissances {\displaystyle -} décès) et migratoire (arrivées {\displaystyle -} départs) de l'année. La même méthode est appliquée pour la répartition par âge au 1er janvier et les effectifs totaux par nationalité. Depuis le 1er septembre 2023, le Luxembourg dénombre 100 communes.
Au 1er janvier 2024, la commune comptait 2 494 habitants.
| 1851 | 1871 | 1880 | 1890 | 1900 | 1910 | 1922 | 1930 | 1935 |
| ---- | ---- | ---- | ---- | ---- | ---- | ---- | ---- | ---- |
| 856  | 754  | 649  | 562  | 676  | 676  | 668  | 658  | 607  |

| 1947 | 1960 | 1970 | 1978  | 1979  | 1981  | 1983  | 1984  | 1985  |
| ---- | ---- | ---- | ----- | ----- | ----- | ----- | ----- | ----- |
| 593  | 646  | 864  | 1 102 | 1 130 | 1 160 | 1 260 | 1 280 | 1 310 |

| 1986  | 1987  | 1988  | 1989  | 1990  | 1991  | 1992  | 1993  | 1994  |
| ----- | ----- | ----- | ----- | ----- | ----- | ----- | ----- | ----- |
| 1 360 | 1 410 | 1 438 | 1 428 | 1 503 | 1 548 | 1 588 | 1 656 | 1 722 |

| 1995  | 1996  | 1997  | 1998  | 1999  | 2000  | 2001  | 2002  | 2003  |
| ----- | ----- | ----- | ----- | ----- | ----- | ----- | ----- | ----- |
| 1 790 | 1 821 | 1 918 | 1 972 | 1 995 | 2 008 | 2 061 | 2 023 | 2 066 |

| 2004  | 2005  | 2006  | 2007  | 2008  | 2009  | 2010  | 2011  | 2012  |
| ----- | ----- | ----- | ----- | ----- | ----- | ----- | ----- | ----- |
| 2 075 | 2 109 | 2 094 | 2 116 | 2 184 | 2 223 | 2 220 | 2 295 | 2 324 |

| 2013  | 2014  | 2015  | 2016  | 2017  | 2018  | 2019  | 2020  | 2021  |
| ----- | ----- | ----- | ----- | ----- | ----- | ----- | ----- | ----- |
| 2 337 | 2 347 | 2 409 | 2 396 | 2 392 | 2 339 | 2 406 | 2 482 | 2 452 |

| 2022  | 2023  | 2024  | - | - | - | - | - | - |
| ----- | ----- | ----- | - | - | - | - | - | - |
| 2 436 | 2 429 | 2 494 | - | - | - | - | - | - |

Le graphique qui aurait dû être présenté ici ne peut pas être affiché car il utilise l'ancienne extension Graph, désactivée pour des questions de sécurité. Des indications pour créer un nouveau graphique avec la nouvelle extension Chart sont disponibles ici.

## Curiosités
- Le château

## Sport
- Football Club 72 Erpeldange